# Арекипа колючейшая
Арекипа колючейшая (лат. Arequipa spinosissima) — вид кактусов из рода Арекипа.

## Описание
Стебель тёмный, серовато-зелёный, от шаровидного до удлинённого, около 15 см в диаметре, без боковых побегов. Чётко выраженных рёбер 20—24. Радиальные колючки (50—60) белые, тонкие, полностью закрывают стебель, 0,3—0,5 см длины. Центральные колючки (2—4) от кремовых до коричневых, иногда с чёрными концами, прямые, игловидные, 1—2 см длины.
Цветки карминные, 6—8 см длины. Один из наиболее декоративных видов.

## Распространение
Арекипа колючейшая распространена в Перу (Арекипа).